# Strzelin
Strzelin (pol. hist. Strzelno, niem. Strehlen, cz. Střelín) – miasto w województwie dolnośląskim, w powiecie strzelińskim, siedziba gminy miejsko-wiejskiej Strzelin i powiatu strzelińskiego. Historycznie leży na Dolnym Śląsku. W latach 1975–1998 miasto administracyjnie należało do województwa wrocławskiego.
Miasto leży nad Oławą na granicy Wzgórz Strzelińskich należących do Przedgórza Sudeckiego i Niziny Śląskiej, 37 km na południe od Wrocławia.
Według danych GUS z 1 stycznia 2023 r. miasto liczyło 11 984 mieszkańców (347. miejsce w kraju), obecnie jest jednym z miast aglomeracji wrocławskiej. Powierzchnia wynosi 12,74 km² (472. miejsce w kraju), natomiast gęstość zaludnienia 940,7 osób/km² (23. miejsce w województwie).
Przez Strzelin przebiega linia kolejowa łącząca Warszawę z Pragą. Jest jednym ze skupisk czeskiej mniejszości narodowej w Polsce. Znajduje się tu najgłębsze wyrobisko granitu w Europie, o głębokości 123 metrów i powierzchni 19,5 ha (z miejscowego materiału zbudowano przęsła mostu Poniatowskiego w Warszawie). Miasto jest także ośrodkiem przemysłu cukrowniczego – cukrownię założono w roku 1872.
Świętem miasta jest dzień 29 września. Z racji tego, w ostatni weekend września organizowane są dni święta miasta zwanego „Świętem patrona Michała Archanioła”.
W Strzelinie znajduje się Podstrefa „Strzelin” Wałbrzyskiej Specjalnej Strefy Ekonomicznej „Invest Park”.
W Strzelinie 14 marca 1854 r. urodził się słynny chemik i bakteriolog, Paul Ehrlich, laureat Nagrody Nobla w dziedzinie medycyny.

## Położenie
Pod względem geograficznym Strzelin położony jest w większej części na Równinie Wrocławskiej, jedynie pd. fragment sięga Wzgórz Niemczańsko-Strzelińskich.
Pod względem administracyjnym miasto położone jest w południowo-wschodniej części województwa dolnośląskiego, w środkowej części powiatu strzelińskiego. Przez miasto przepływa rzeka Oława.

## Nazwa

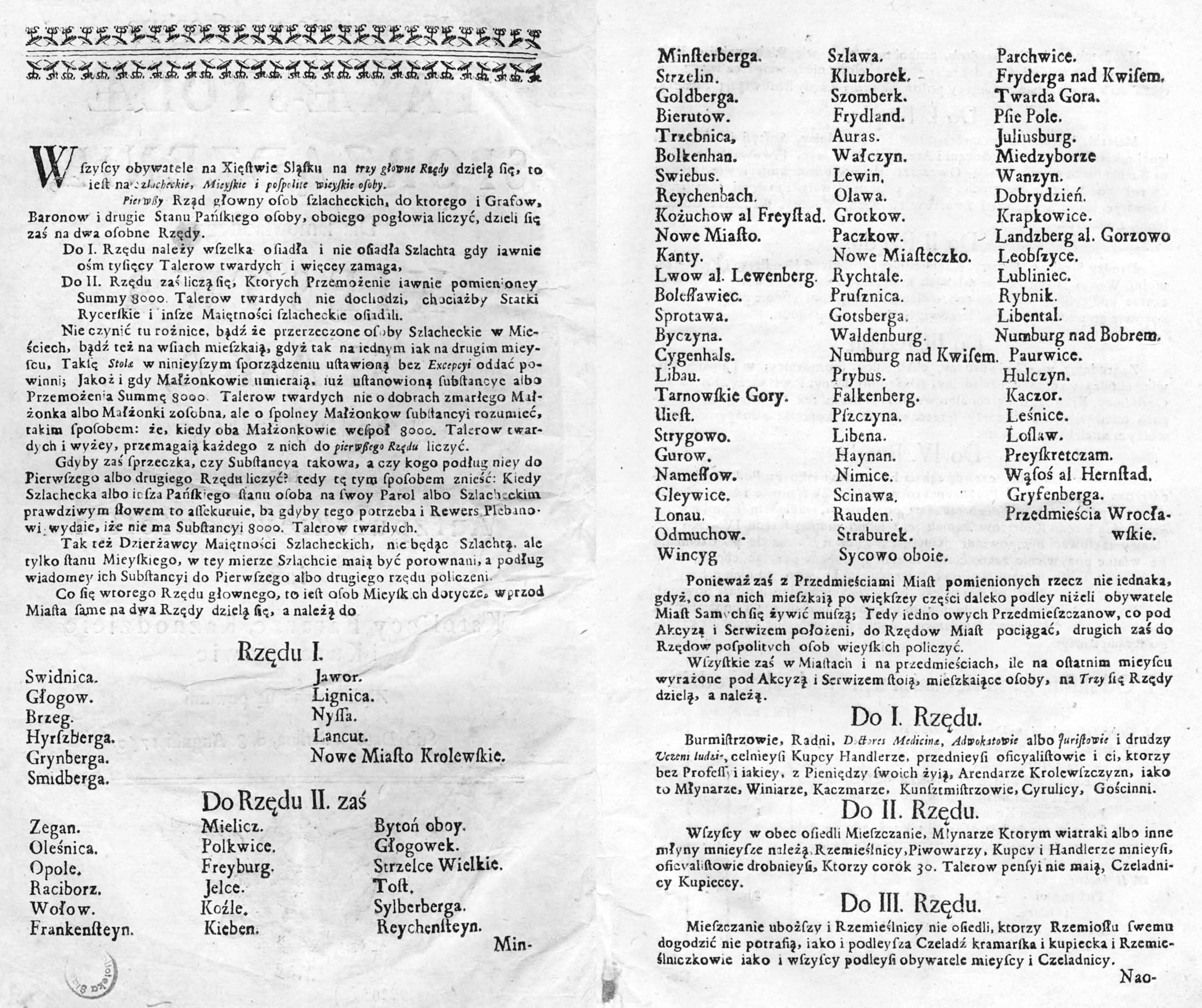
Strzelin wśród innych nazw śląskich miejscowości w urzędowym pruskim dokumencie z 1750 roku wydanym w języku polskim w Berlinie.

Nazwa miejscowości pochodzi od polskiej nazwy osobowej strzała, która uwidoczniona jest w herbie miasta. Polską historyczną nazwą miejscowości było Strzelno lub Strzelica. Niemiecki językoznawca Heinrich Adamy swoim dziele o nazwach miejscowości na Śląsku wydanym w 1888 roku we Wrocławiu wymienia jako najstarszą zanotowaną nazwę miejscowości Strzelica podając jej znaczenie „Pfeilstadt, Pfeilschutzenort”, czyli po polsku „Miasto strzał lub strzelców”. Podobny wywód pochodzenia nazwy miasta przedstawił topograficzny podręcznik Górnego Śląska z 1865 roku we fragmencie Der polnische Name ist Strzelca – Schutzenstadt.”.
Nazwę miejscowości w zlatynizowanej staropolskiej formie Strelin wielokrotnie notuje razem z sąsiednimi wsiami spisana po łacinie w latach 1269–1273 Księga henrykowska. Wymienia m.in. kasztelana Bogusława we fragmencie „Boguzlau de Strelin” W spisanym po łacinie dokumencie średniowiecznym z dnia 1 października 1310 roku miasto wymienione jest pod zlatynizowaną nazwą Strelin. W roku 1613 śląski regionalista i historyk Mikołaj Henel z Prudnika wymienił miejscowość w swoim dziele o geografii Śląska pt. Silesiographia podając jej łacińskie nazwy: Strela, Strelinum.
W 1750 roku nazwa Strzelin wymieniona została w języku polskim przez Fryderyka II pośród innych miast dolno- i górnośląskich w zarządzeniu urzędowym wydanym dla mieszkańców Dolnego i Górnego Śląska
Polską nazwę Strzelin w książce Krótki rys jeografii Szląska dla nauki początkowej wydanej w Głogówku w 1847 wymienił górnośląski pisarz Józef Lompa. W 1896 roku polska nazwa w formia Strzelno i niemiecka Strehlen wymieniona jest przez górnośląskiego pisarza, księdza Konstantego Damrota w książce o nazewnictwie miejscowym na Dolnym i Górnym Śląsku. Miejscowość pod nazwą Strzelno wymienia również Słownik geograficzny Królestwa Polskiego wydany w latach 1880–1902. Słownik ten podaje również nazwę z łacińskiego dokumentu z roku 1292 Strelyn oraz inny wariant nazwy Strzelica.
Obecna nazwa została administracyjnie zatwierdzona 7 maja 1946.

## Historia

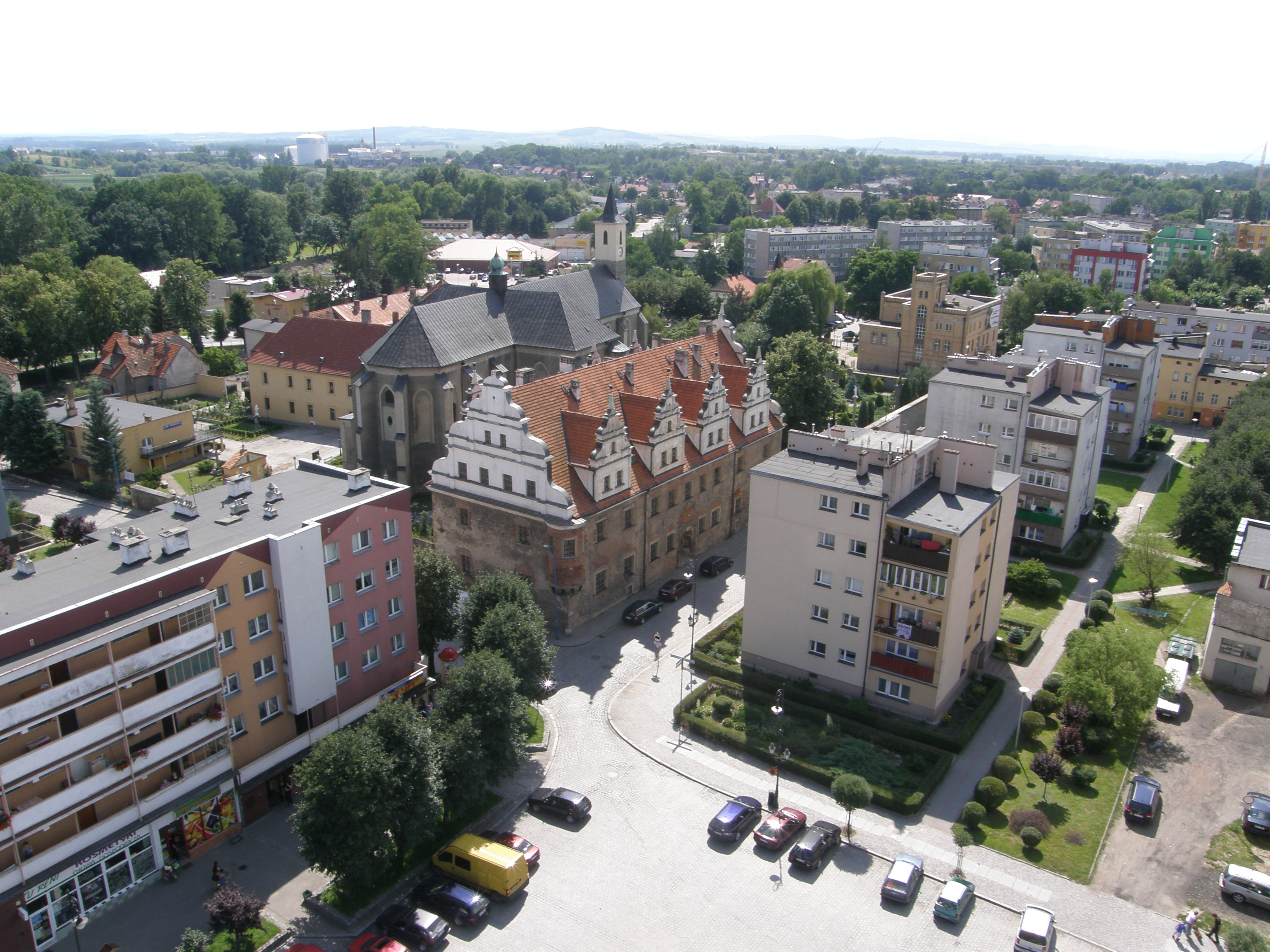
Rynek w Strzelinie – widok z wieży ratusza w kierunku zachodniej części miasta, odbudowanego po zniszczeniach wojennych w 1945 roku

Wczesnośredniowieczna osada, po podziale Śląska, znalazła się w księstwie wrocławskim. W 1228 w kronikach jest wymieniane komes Radosław, a siedemnaście lat później kasztelania. W 1277 Strzelin zagarnął książę legnicki Bolesław Rogatka. Strzelin otrzymał prawa miejskie 30 listopada 1292 r. z rąk księcia świdnicko-jaworskiego Bolesława I, wybudowano wówczas mury miejskie i rozbudowano zamek książęcy. Od 1301 miasto odziedziczył Bolko II ziębicki. W 1428 w walce z husytami zginął książę Jan Ziębicki, ostatni Piast z linii ziębickiej, wówczas miasto przeszło pod zwierzchnictwo Piastów legnicko-brzeskich. Okres największego rozkwitu miasta przypada na przełom XVI i XVII wieku. W czasie swej ponad 700-letniej historii w Strzelinie kilkakrotnie wybuchały pożary niszczące niemal wszystkie zabudowania. W 1633 roku, podczas wojny trzydziestoletniej, miasto zostało doszczętnie zrabowane, zniszczone i spalone na skutek kilkunastokrotnych zmian okupantów. W tym samym roku wybuchła też zaraza, która pochłonęła ponad 4000 ofiar. Ocalało jedynie 10 rodzin.
W połowie XVII wieku polsko-niemiecka granica językowa przebiegała niedaleko Strzelina, włączając miasto do terytorium o dominacji języka polskiego.

W wyniku wojen śląskich (1740–1763) pomiędzy Austrią a Prusami, Strzelin dostał się pod rządy dynastii Hohenzollernów. Jeszcze w końcu XVIII w. do okolic Strzelina sięgało zwarte osadnictwo ludności polskojęzycznej. Niemiecki geograf Joseph Partsch dziwił się: 

...trudno zrozumieć, jak mogło się zdarzyć, że na zachodniej stronie rzeki Odry, w dystrykcie Oława i w sąsiedztwie części dystryktu Wrocław i Strzelin mogło przetrwać całkowicie zwarte terytorium mówiących po polsku mieszkańców, które zawiera w sobie wiele ważnych dróg i które rozciąga się na wszystkie strony od wielkiego centrum transportowego jakim jest Wrocław...

Na południe od Strzelina, król pruski Fryderyk II Wielki zezwolił na osiedlenie się prześladowanych – z powodu ich reformowanej konfesji – czeskojęzycznych uciekinierów. Zwarte skupiska ludności czeskiej przetrwały pod Strzelinem do 1945, podczas gdy w końcu XIX w. w powiecie strzelińskim po polsku mówili już tylko nieliczni. W 1861 uruchomiono pierwszy kamieniołom.
Od końca marca 1945 r. Strzelin był terenem ciężkich walk radziecko-niemieckich, w których Sowieci zastosowali wyrzutnię rakietową katiusza. Zniszczone w 85% miasto zostało ostatecznie zdobyte przez Rosjan 17 kwietnia 1945 r. W rezultacie II wojny światowej Strzelin został przyłączony do Polski, zaś jego niemiecka ludność wysiedlona do Niemiec.
1 maja 1950 roku na pl. 1 Maja został odsłonięty pomnik gen. Karola Świerczewskiego.
W czasach Polski Ludowej zmodernizowano cukrownię, rozbudowano kamieniołomy, powstała filia zakładów „PZL-Hydral”, wybudowano elewator.
Od 2021 r. miasto ma być powiększone o obszary ewidencyjne Chociwel i Górzec o powierzchni ponad 240 hektarów.

## Zabytki

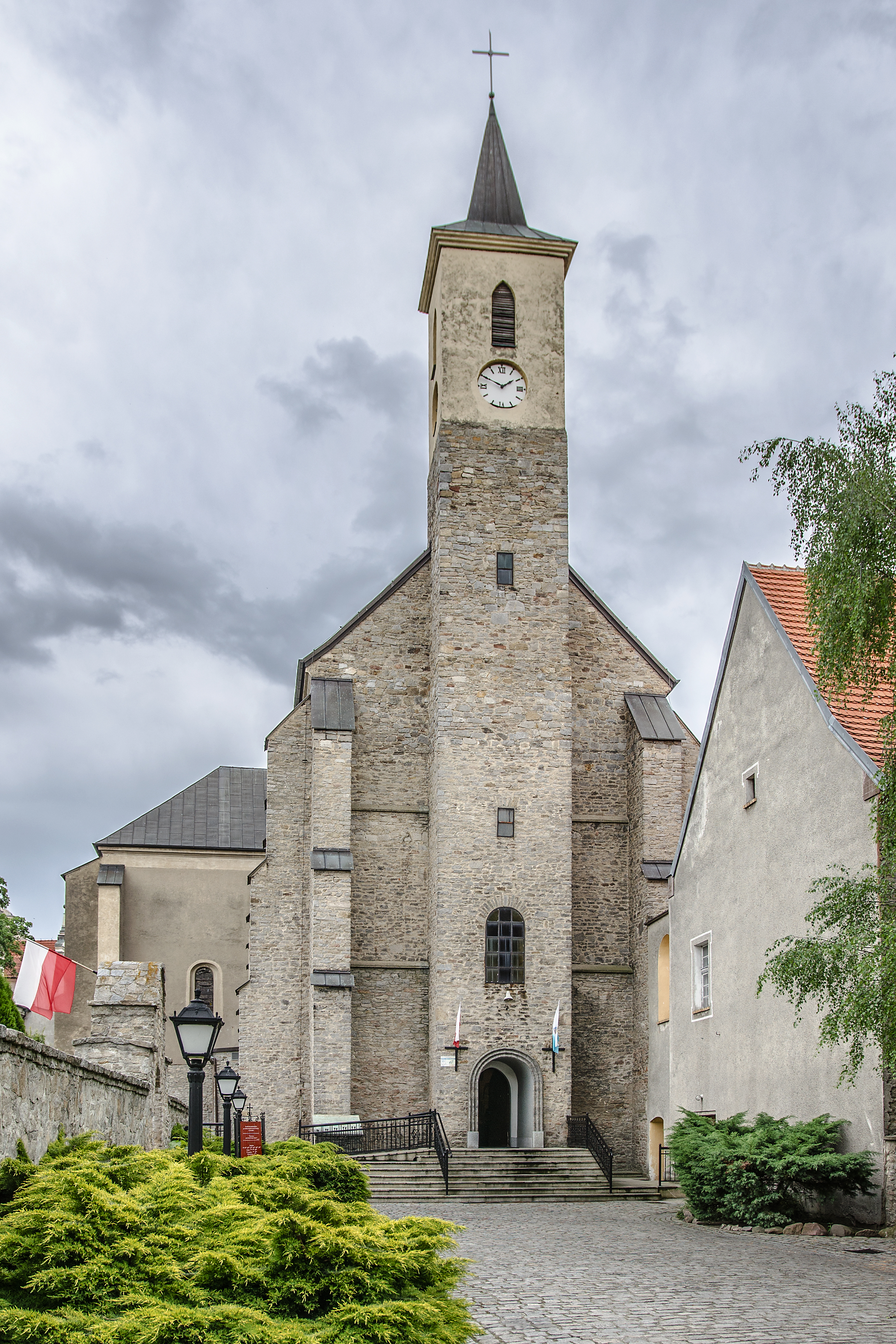
Kościół pw. Podwyższenia Krzyża Świętego w Strzelinie

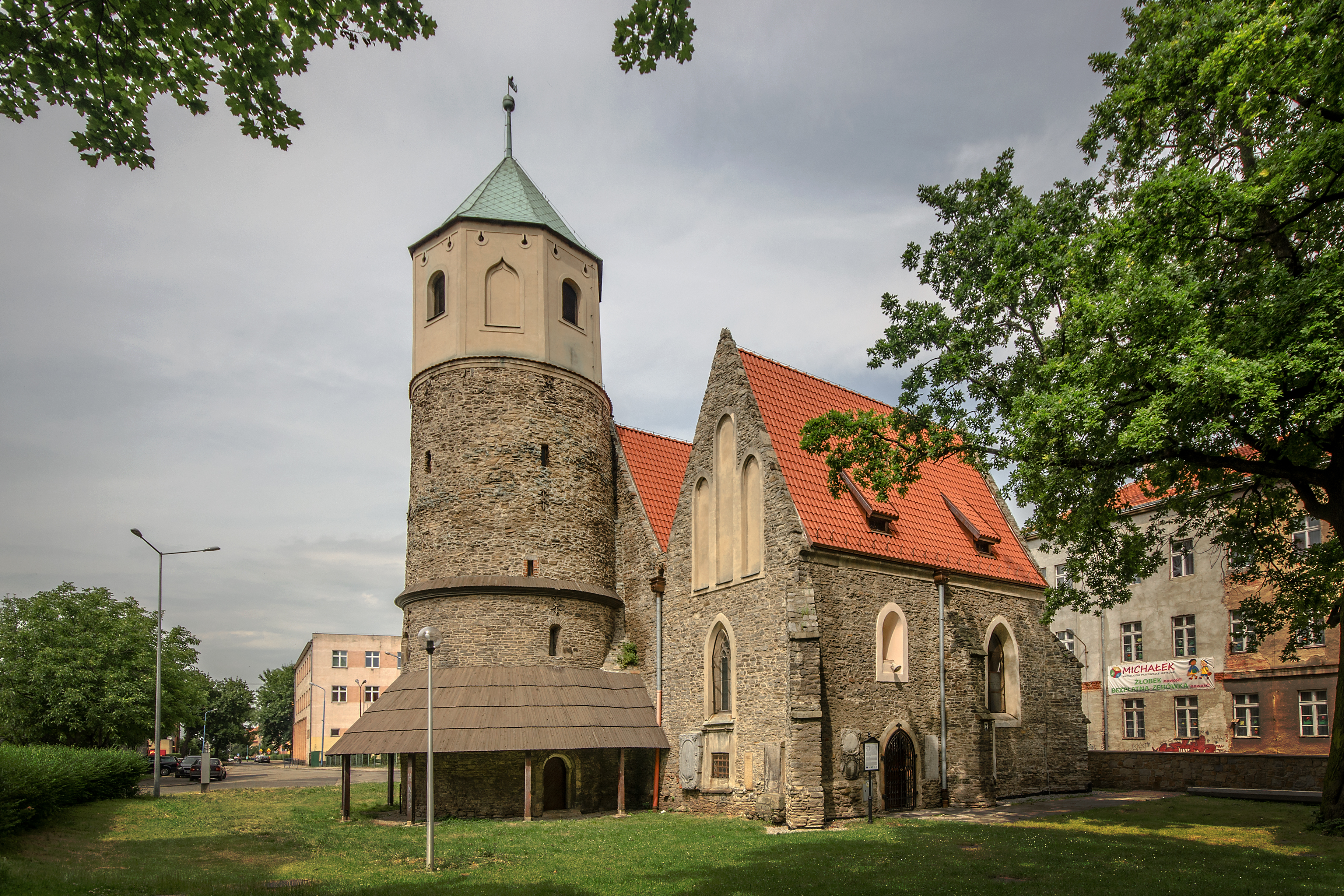
Rotunda św. Gotarda kościół „polski” w Strzelinie

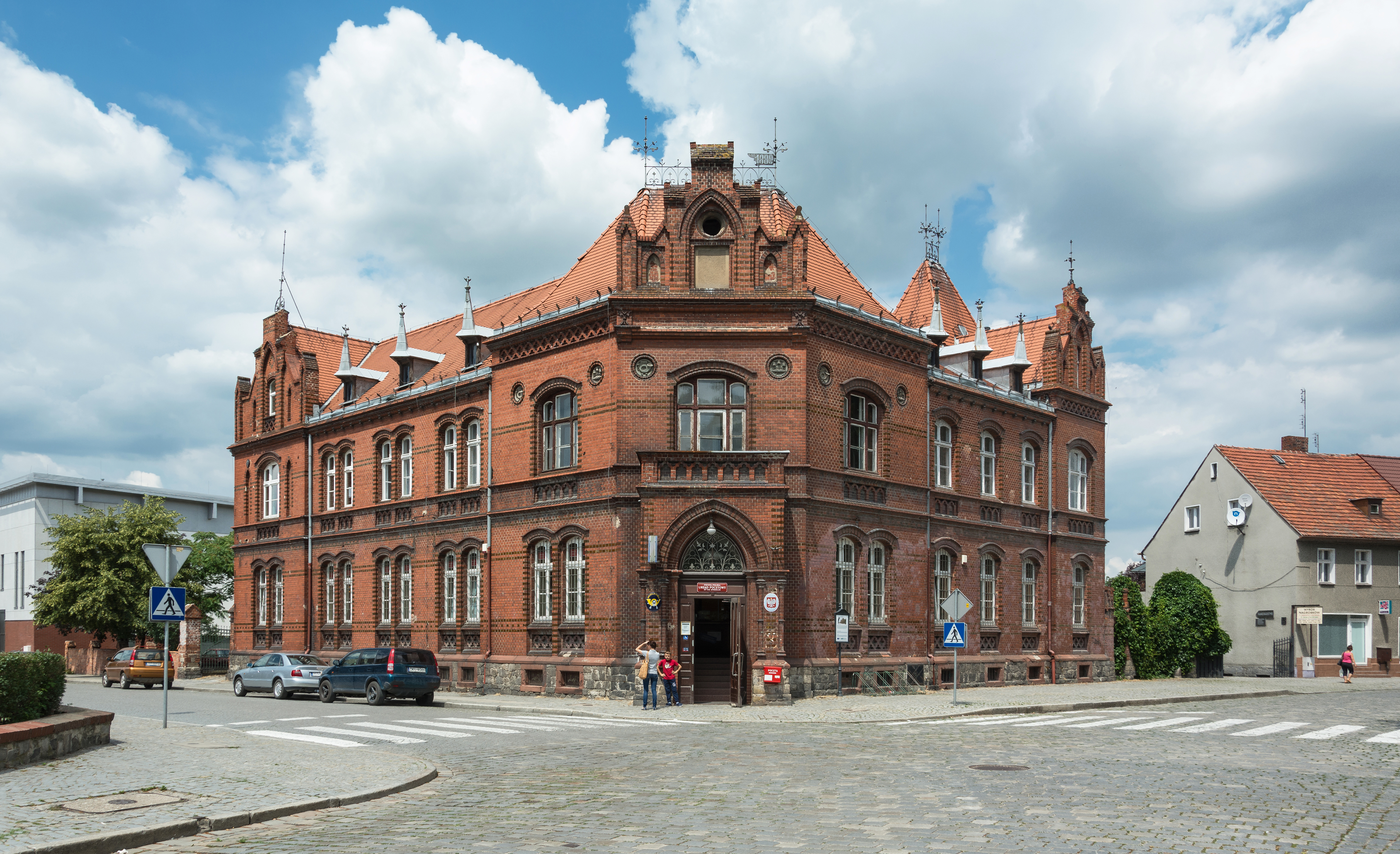
Zabytkowa poczta w Strzelinie

Do wojewódzkiego rejestru zabytków wpisane są:
- miasto; zabytkowy układ przestrzenny miasta, typowy dla późnośredniowiecznych miast kolonizacyjnych (prostopadła sieć ulic z kwadratowym rynkiem w środku, zamknięta w prostokątnym obrysie murów miejskich) został ogromnie zdewastowany wskutek zniszczeń 1945 r. i późniejszej pozbawionej koncepcji, fragmentarycznej odbudowy. Dawna substancja architektoniczna na terenie starego miasta zachowała się w minimalnym stopniu i została częściowo zastąpiona linearną bądź punktową zabudową w postaci bloków mieszkaniowych. Cały kwartał na północ od rynku jest niezabudowany do dziś
- zespół klasztoru augustianów, obecnie ss. boromeuszek, ul. św. Floriana:
  - kościół pw. Podwyższenia Krzyża Świętego z XV w., XV w., w l. 1700–1721, z bogatym późnobarokowym wystrojem pochodzącym z pracowni Jana Józefa Klima; w ołtarzu głównym barokowy krucyfiks umieszczony tam po II wojnie światowej w miejscu zniszczonego obrazu Opłakiwanie Chrystusa pod Krzyżem Willmanna. W zakrystii zachowało się niemal kompletne, barokowe wyposażenie meblarskie, na które składają się regały i komody
  - klasztor, z l. 1700–21
- kościół par. pw. Maryi Matki Chrystusa i św. Jana Ewangelisty – kościół „Czeski”, gotycki z XIV w., 1750 r., 1979 r., ul. Staromiejska 23
- rotunda św. Gotarda – kościół „Polski”, romańska z końca XII w., rozbudowana w XIV/XV w., ul. Szkolna
- dawna kaplica szpitalna pw. św. Jerzego, ul. Brzegowa, z 1350 r., XVII w., 1886 r. (planowane przekształcenie w izbę muzealną)[20]
- park willowy, obecnie miejski, powstały po 1860 r.
- mury obronne (pozostałości) z basztą prochową, z końca 1300 r. – XIII w., XV–XVI w.
- ruina ratusza i wieży ratuszowej z 1520 r. – XVI w., obecnie odbudowywane
- zespół dworca kolejowego, z l. 1870–1896: dworzec kolejowy, budynek telegrafu, budynek nastawni, dwie wiaty peronowe, trzy zejścia do tunelu
- ul. Brzegowa willa nr 11, domy nr: 15, 17, z XIX w. i XX w.
- dwór Książąt Brzeskich, ul. Książąt Brzeskich 1, renesansowy z 1585 r., 1600 r., XIX w., l. 1980–90
- dom, ul. św. Floriana 14, z drugiej poł. XIX w.
- plebania ewangelicka, obecnie nieużytkowana, ul. Św. Michała Archanioła, z 1875 r., 1920 r.
- poczta, ul. Pocztowa 11, z końca XIX w.
- dom, ul. Staszica 4, z 1871 r. – końca XIX w.
- dom, ul. Wodna 5, z końca XIX w.
- domy, ul. Wolności 12, 17, z końca XIX w.
- zespół dawnego młyna, ul. Brzegowa 2/Kopernika, z 1864 r.: młyn, budynek mieszkalny, budynek bramowy

inne zabytki:
- cmentarz żydowski
- ruiny browaru miejskiego.

nieistniejące:
- Synagoga w Strzelinie

## Klimat
Średnie miesięczne ciśnienie atmosferyczne waha się od 981,1 hPa (IV) do 984,6 hPa (X), największy zanotowany wzrost ciśnienia 24 hPa, największy spadek 30 hPa, najwyższe ciśnienie zanotowano 23 I 2006 r. i było to 1011 hPa a najniższe 26 II 1989 r. i było to 938 hPa.
Dominują kierunki wiatru z sektora zachodniego, średnio 59% w roku, w okresie od września do grudnia wzrasta częstość z kierunków południowo-zachodnich, kierunki z sektora wschodniego, których najwięcej jest w maju, co daje średnio 23% w roku, najrzadziej pojawiają się wiatry z północnego wschodu i północy (6% w roku). Średnia roczna prędkość wiatru na wysokości 10 m wynosi 3,8 m/s, maksymalny podmuch wyniósł 14,9 m/s.
Najmniejsze średnie zachmurzenie osiąga 47% (VIII), największe 74% (XII), średnie roczne 60%
Średnia roczna temperatura powietrza osiąga +9,0 °C przy czym najchłodniejszy (+7,0 °C) był 1996, najcieplejszy (+10,3 °C) 2000. W przebiegu rocznym najchłodniejszy jest styczeń (–0,7 °C), najcieplejszy lipiec (+18,7 °C). Najcieplejszy styczeń był w 2007 (+4,7 °C), a najchłodniejszy w 1987 (–8,9 °C), najcieplejszy lipiec w 2006 (+22,4 °C), a najchłodniejszy w 1979 (+15,3 °C). Najwyższą maksymalną temperaturę zanotowano 1 sierpnia 1994 (+37,2 °C), najniższą temperaturę minimalną 14 stycznia 1987 (–28,7 °C).
Absolutna amplituda temperatury powietrza osiągnęła 65,9 °C. Przeciętnie, okres wegetacyjny trwa 244 dni, okres bezprzymrozkowy 178 dni. W ciągu roku występuje 45 dni gorących, czyli takich, w których maksymalna temperatura przekracza 25 °C, z czego 7 to dni upalne z temperaturą powyżej 30 °C; czasami zdarzają się w Strzelinie dni bardzo upalne, podczas których maksymalna temperatura przekracza 35 °C. Najdłuższe fale upałów nad miastem wystąpiły:
- 6–11 VIII 1992 r. (6 dni)
- 22 VII – 2 VIII 1994 r. (12 dni)
- 18–28 VII 2006 r. (11 dni)
- 28 VII – 1 VIII 2008 r. (5 dni)
- 10–17 VII 2010 r. (8 dni)[21]

Najwięcej dni upalnych (z temperaturą maksymalną powyżej 30 °C) zanotowano w 1994 r. – aż 22 dni, z czego 13 w lipcu 1994.
Latem występują bardzo rzadko tzw. tropikalne noce, kiedy temperatura minimalna nie spada poniżej 20 °C. Zdarzają się na przełomie lipca i sierpnia. Najwyższą minimalną temperaturę w Strzelinie zanotowano 30 VII 2005 r. i było to 21,1 °C.
Dni mroźnych, z ujemną temperaturą maksymalną (poniżej 0 °C) jest w Strzelinie tylko 25 rocznie. Najdłuższą, trwającą 105 dni, termiczną porą roku jest lato, które rozpoczyna się przeciętnie 25 maja i trwa do 6 września. Zima trwa 54 dni (od 16 grudnia do 9 lutego), przedwiośnie i przedzimie odpowiednio 34 i 35 dni, przedlecie i polecie odpowiednio 32 i 34 dni, a wiosna i jesień odpowiednio 39 i 31 dni. Średnia roczna suma opadu wynosi 511 mm, ekstremalne zanotowano w 2010 (683 mm) i 1990 (367 mm).
Największe średnie miesięczne sumy opadu 82 mm (VII), najmniejsze 22 mm (II). Notowanych jest średnio 103 dni z opadem w roku (z maksimum w lecie).
Słońce najwyżej znajduje się w dniu przesilenia letniego a maksymalny kąt elewacyjny, czyli wysokość Słońca liczona od płaszczyzny horyzontu, wynosi wtedy 62°36′, natomiast najniżej znajduje się w dniu przesilenia zimowego a maksymalny kąt elewacyjny wynosi wtedy 15°48′. Najdłuższe dni (od wschodu do zachodu Słońca) panują w czerwcu – średnio przez 16h24m, a najkrótsze w grudniu – średnio przez 8h03m. Średnia roczna insolacja wynosi 1106 kWh/m².
| Miesiąc                                    | Sty   | Lut   | Mar   | Kwi  | Maj  | Cze  | Lip  | Sie  | Wrz  | Paź  | Lis   | Gru   | Roczna |
| ------------------------------------------ | ----- | ----- | ----- | ---- | ---- | ---- | ---- | ---- | ---- | ---- | ----- | ----- | ------ |
| Rekordy maksymalnej temperatury [°C]       | 15.0  | 18.9  | 22.0  | 30.1 | 32.0 | 34.6 | 36.6 | 37.2 | 30.6 | 26.3 | 19.3  | 15.2  | 37,2   |
| Średnie temperatury w dzień [°C]           | 2,3   | 3,5   | 8,3   | 14,3 | 19,8 | 22,5 | 24,6 | 24,5 | 19,5 | 14,2 | 7,5   | 3,6   | 13,7   |
| Średnie dobowe temperatury [°C]            | -0,7  | 0,0   | 3,9   | 8,8  | 13,9 | 16,8 | 18,7 | 18,4 | 14,0 | 9,3  | 4,1   | 0,8   | 9,0    |
| Średnie temperatury w nocy [°C]            | -4,0  | -3,4  | -0,1  | 3,5  | 8,0  | 11,4 | 13,2 | 12,7 | 9,2  | 5,0  | 0,9   | -2,3  | 4,5    |
| Rekordy minimalnej temperatury [°C]        | -28.7 | -25.8 | -17.5 | -5.5 | -2.0 | 2.0  | 5.2  | 4.4  | 0.5  | -6.4 | -15.6 | -23.5 | −28,7  |
| Opady [mm]                                 | 24    | 22    | 30    | 33   | 55   | 70   | 82   | 60   | 48   | 29   | 30    | 27    | 511    |
| Średnia liczba dni z opadami               | 7     | 7     | 8     | 8    | 10   | 11   | 12   | 9    | 9    | 6    | 8     | 8     | 103    |
| Wilgotność [%]                             | 86    | 83    | 78    | 72   | 72   | 73   | 73   | 74   | 80   | 83   | 87    | 87    | 79     |
| Źródło: Na podstawie 35-lecia 1979–2013    |       |       |       |      |      |      |      |      |      |      |       |       |        |
| Źródło #2: Na podstawie 35-lecia 1979–2013 |       |       |       |      |      |      |      |      |      |      |       |       |        |

## Demografia
Dane z 31 grudnia 2013
| Opis                              | Ogółem | Ogółem | Kobiety | Kobiety | Mężczyźni | Mężczyźni |
| --------------------------------- | ------ | ------ | ------- | ------- | --------- | --------- |
| Jednostka                         | osób   | %      | osób    | %       | osób      | %         |
| Populacja                         | 12 556 | 100    | 6545    | 52,1    | 6011      | 47,9      |
| Gęstość zaludnienia [mieszk./km²] | 1214   | 1214   | 633     | 633     | 581       | 581       |

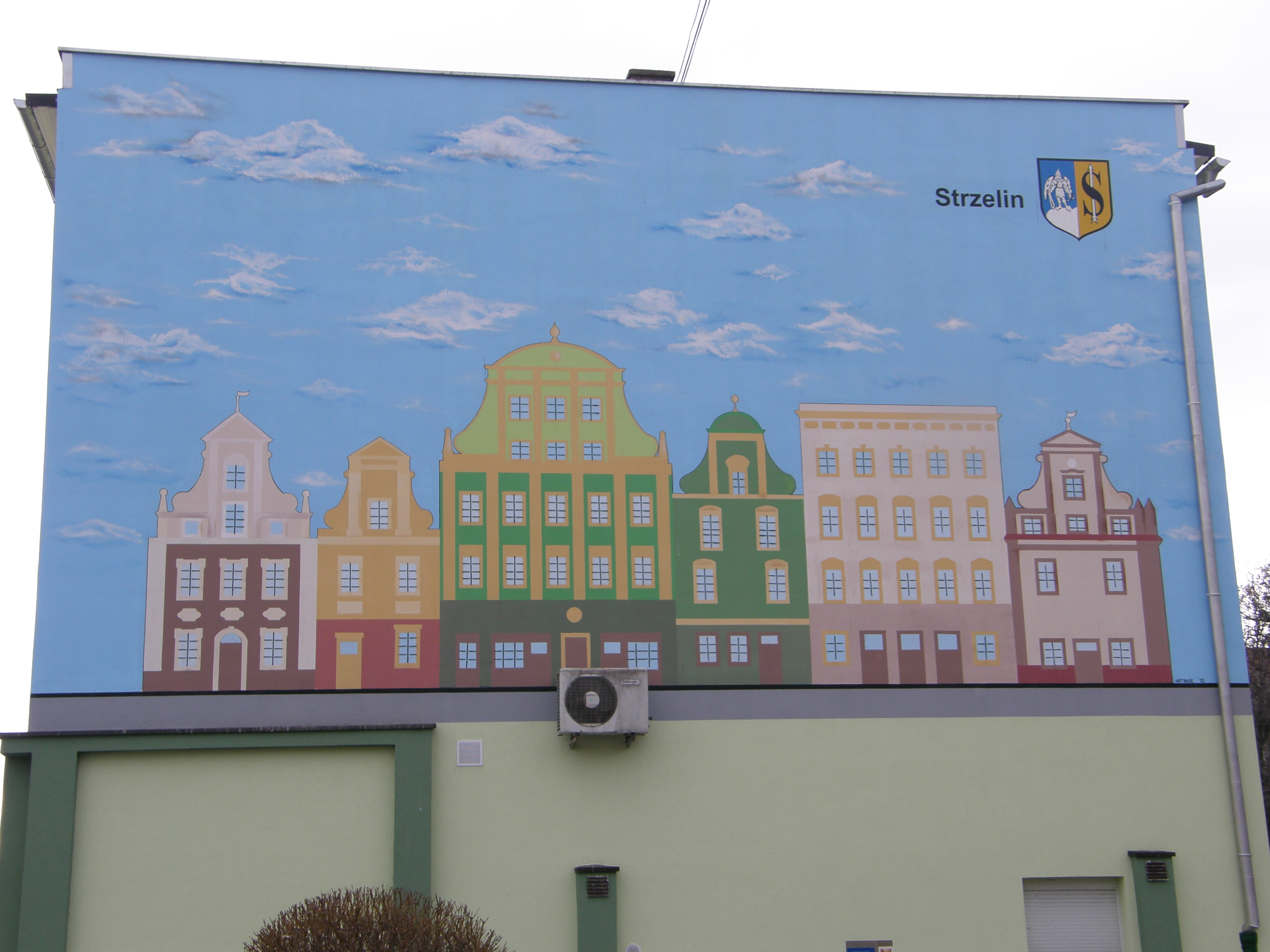
Mural na budynku przy ul. T. Kościuszki

Piramida wieku mieszkańców Strzelina w 2014 roku.

## Transport

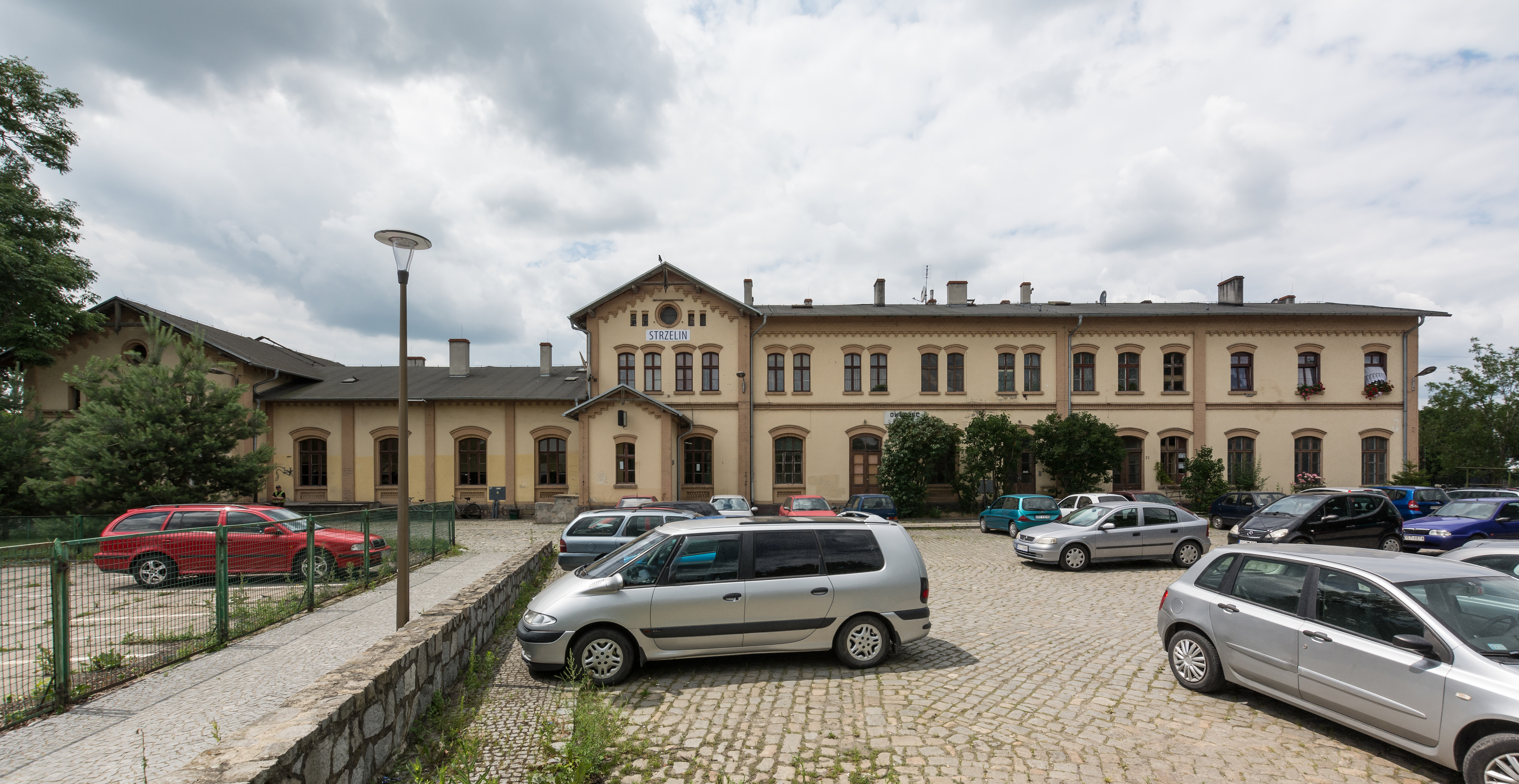
Stacja kolejowa w Strzelinie

### Infrastruktura drogowa
Przez miasto przebiegają następujące drogi:

droga krajowa:

nr 39 (ul. Dzierżoniowska, 1 Maja, Wojska Polskiego)
drogi wojewódzkie:

nr 395 (ul. Wrocławska, Wolności, Ząbkowicka)

nr 396 (ul. Oławska)
Od 1 stycznia 1974 roku publiczny transport zbiorowy obsługiwany jest przez autobusy PKS w Oławie SA

### Infrastruktura kolejowa
Południkowo przechodzi dwutorowa, zelektryfikowana linia kolejowa nr 276. Na terenie miasta znajduje się 1. stacja kolejowa Strzelin. Równoleżnikowo przebiega, nieczynna obecnie, linia kolejowa nr 304.

### Odległości

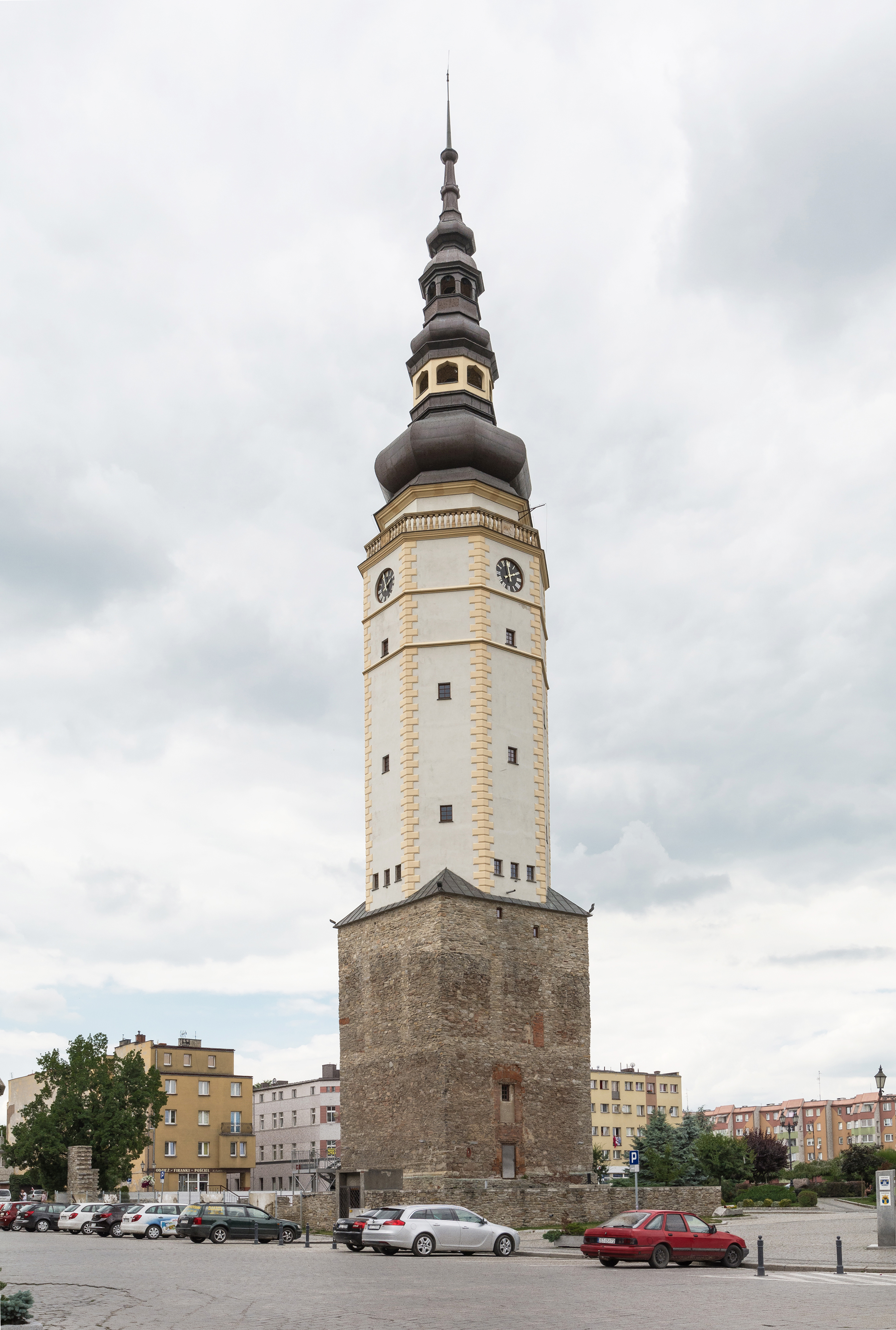
Odbudowana wieża ratusza

Od najbliższych ważniejszych ośrodków miejskich Strzelin oddalony jest (w linii prostej „ratusz-ratusz”) o:
- 37 km od Wrocławia
- 61 km od Opola
- 169 km od Zielonej Góry
- 181 km od Poznania
- 204 km od Pragi
- 318 km od Warszawy
- 319 km od Berlina

## Gospodarka
Największe zakłady przemysłowe:

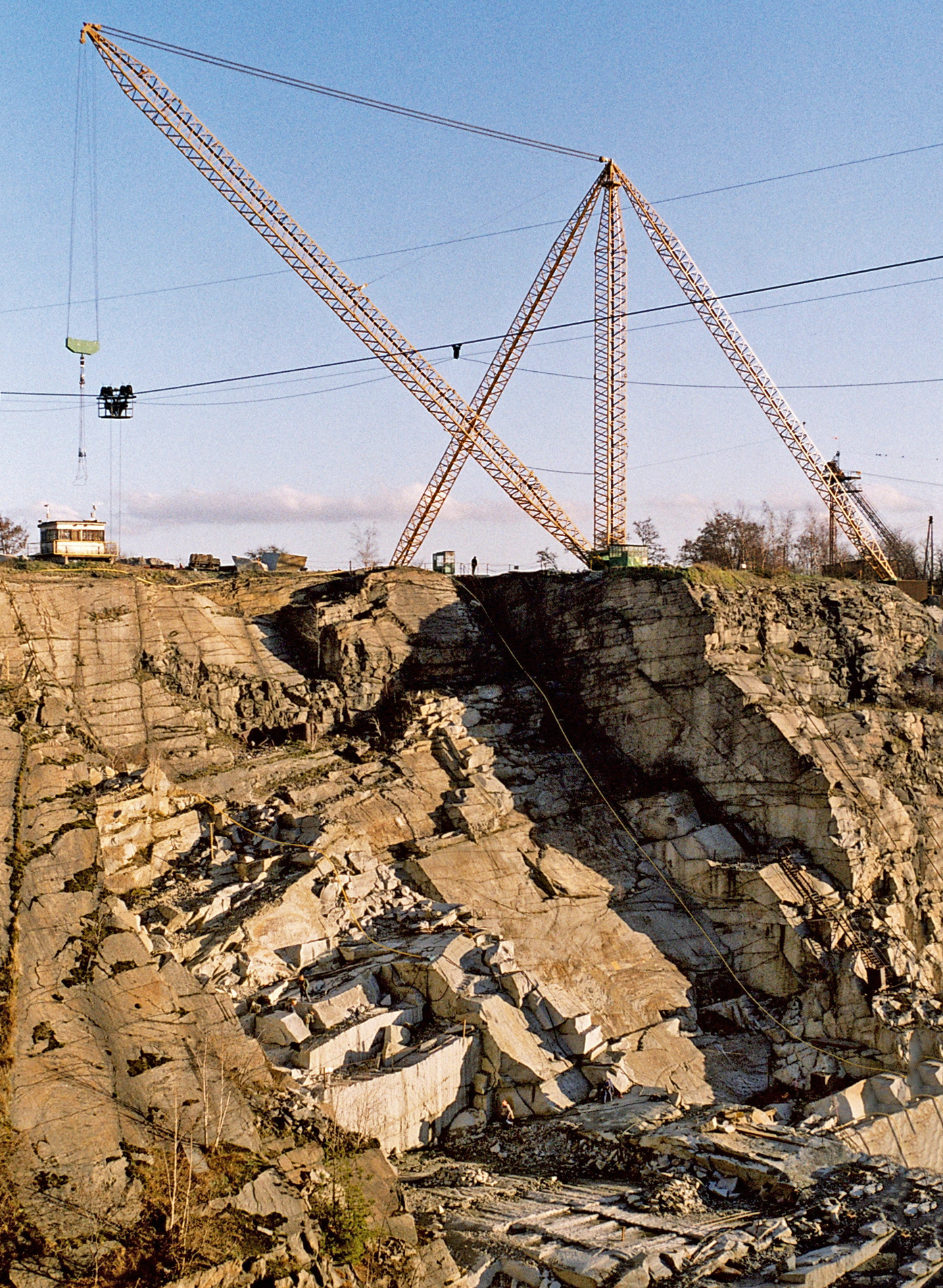
Kamieniołom granitu

- „J.P. Kopalnia Granitu” – wydobycie i obróbka granitu
- „Cukrownia Strzelin S.A.” – produkcja cukru
- „Młyny Polskie S.A.” Elewator Strzelin – magazynowanie zbóż
- „Quick-Mix” – produkcja zapraw i mas budowlanych
- PTHU „Etoll sp.j.” – handel produktami olejowo-paliwowymi, usługi transportowe
- „Osiński i syn” – usługi budowlane, sprzedaż materiałów budowlanych, działalność deweloperska
- „Decopol” Sp. z o.o. – usługi rolnicze, gospodarstwo rolne

## Zakład karny
Zakład karny Strzelin funkcjonuje od 19 października 1979 roku. Początkowo osadzano recydywistów penitencjarnych i nakładano na nich obowiązek pracy w przyległym kamieniołomie. Od 1 września 2003 roku Zakład Karny w Strzelinie określono jako zakład karny typu:
- zamkniętego dla młodocianych
- półotwartego dla odbywających karę po raz pierwszy
- półotwartego dla młodocianych[30]

## Wspólnoty wyznaniowe

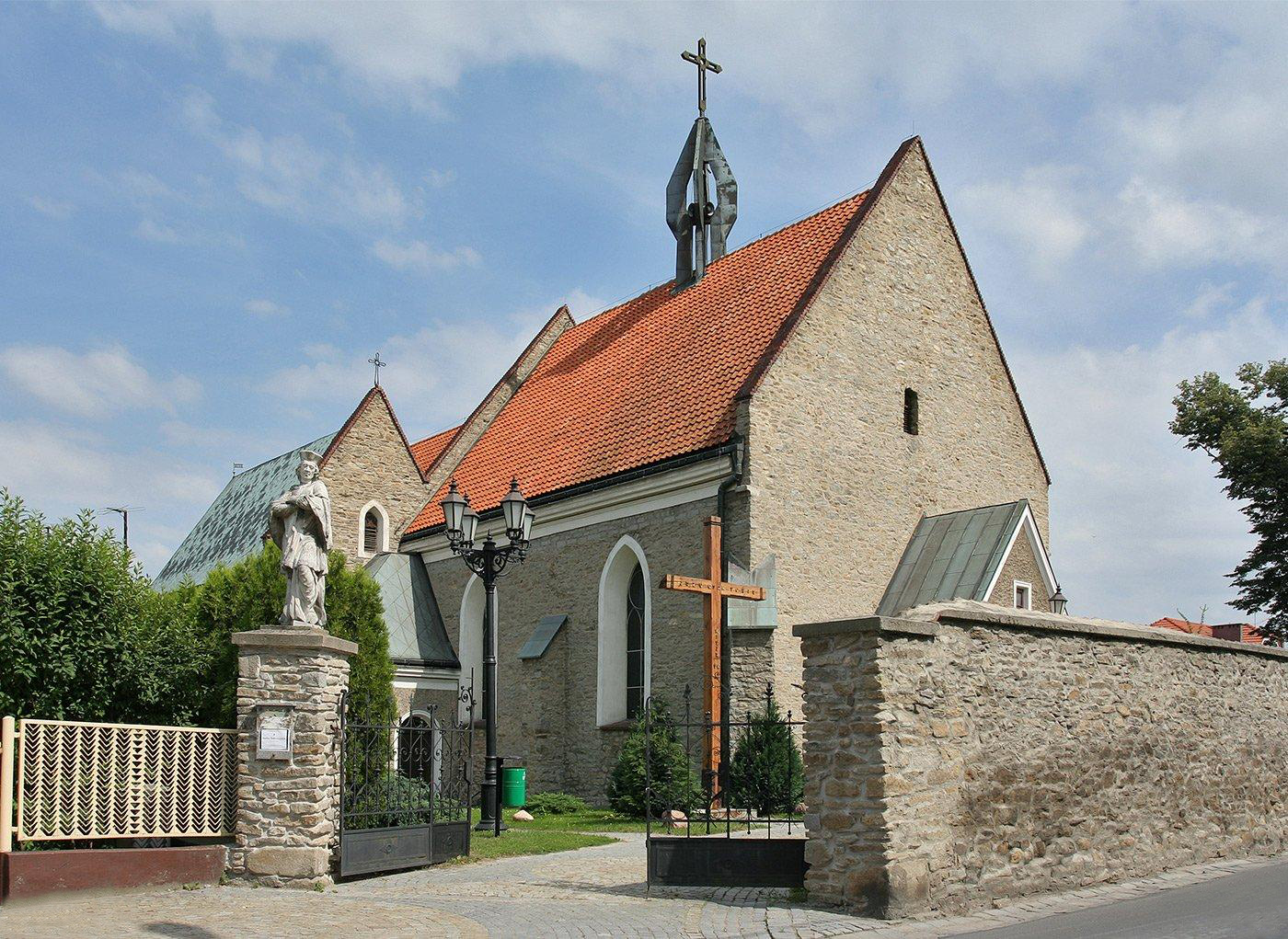
Poewangelicki „czeski” kościół NMP Matki Chrystusa i św. Jana Ewangelisty

Na terenie miasta działalność duszpasterską prowadzą:
- Kościół rzymskokatolicki:
  - parafia Matki Chrystusa i św. Jana Apostoła i Ewangelisty[31]
  - parafia Podwyższenia Krzyża Świętego[32]
- Kościół Boży w Chrystusie:
  - Kościół „Dom Pana”[33]
- Kościół Ewangelicko-Reformowany:
  - parafia w Strzelinie[34]
- Świadkowie Jehowy (Sala Królestwa: Gęsiniec ul. Świerkowa 9)[35]:
  - zbór Strzelin–Miasto[35]
  - zbór Strzelin–Gęsiniec[35]

## Sport
W mieście działa Klub Sportowy „Strzelinianka” założony w 1945 roku. Największy sukces klubu to gra w III lidze w sezonie 1995/96.

## Szlaki turystyczne
Strzelin – Góra Szańcowa – Gościęcice Średnie – Skrzyżowanie pod Dębem – Gromnik – Dobroszów – Kalinka – Skrzyżowanie nad Zuzanką – Źródło Cyryla – Ziębice – Lipa – Rososznica – Stolec – Cierniowa Kopa – Kolonia Bobolice – Kobyla Głowa – Karczowice – Podlesie – Ostra Góra – Starzec – Księginice Wielkie – Sienice – Łagiewniki – Oleszna – Przełęcz Słupicka – Sulistrowiczki – Ślęża – Sobótka
 Strzelin – Pęcz – Piotrowice – Zielenice – Suchowice – Jordanów Śląski – Glinica – Winna Góra – Gozdnik – Przełęcz Sulistrowicka – Przełęcz Słupicka – Radunia – Przełęcz Tąpadła – Ślęża – Sobótka-Górka
 Szlak Historyczny Strzelina: rozpoczyna się koło stacji kolejowej i prowadzi obok najważniejszych zabytków Strzelina. Kończy się w Rynku. Szlak jednokierunkowy.

## Honorowi obywatele Strzelina
- Paul Ehrlich (1912)
- Jan Tympalski (1996)

- Maria Niska (2005)
- Jan Kisz (2005)
- Irena Czachorowska (2005)
- Norbert Łukaszczyk (2006)
- Josef Möhlenkamp (2009)
- Marian Kozak (2013)
- Stanisław Włodarski (2014)
- Marian Pindel (2015)[38]

## Miasta partnerskie
- Straelen – współpraca od 27 stycznia 2005[39]
- Trutnov – współpraca od 31 maja 2005[39]